# Növényorvoslás
A növényorvoslás vagy növényvédelem a termesztett mezőgazdasági növények és vadon élő haszonnövények megbetegedéseivel, teratológiai vizsgálatával, növényi kórokozókkal és kártevőkkel, gyomnövények kártételével foglalkozó szaktudomány, valamint a növényi termékek élelmiszer-biztonságáért felelős hatósági tevékenység.

## Növényvédelem és növényorvoslás Magyarországon

### Története
A növényorvoslás Magyarországon nagy múltra tekint vissza, a gyümölcsfák kérgének meszelése és a növények gyógymódjai már Lippay János 17. századi A Posoni Kert című háromkötetes művében előfordultak. A gyümölcsmúmiákat, a leszáradt gyümölcsöket leszedték a vidéken élő parasztok és gyümölcsöstulajdonosok is.
A növényvédelmi oktatás hazánkban a Magyar Királyi Kertészeti Tanintézetben indult meg. Eleinte csak kertészeket és vincelléreket képeztek, akik a saját szakterületeiken tanulhatták és elsajátíthatták a növényvédelmi tudást. A Magyarországon 1875-ben észlelt filoxérajárványban 1897-ig 666 820 kataszteri hold szőlőből 391 217 pusztult el, ami felgyorsította a növényvédelem fejlesztését.
Az egyetemi növényvédelmi képzést Dohy (Göllner) János 1946-ban dolgozta ki a keszthelyi főiskolán, a későbbiekben ő lett a budapesti Agrártudományi Egyetem debreceni osztályán a növényvédelmi intézet vezetője. Később ebből a tantervből nőtte ki magát a növényvédelmi szakmérnökök, későbbiekben a növényorvosok képzése.

### Feladatai
A növényvédelmi (szak)mérnökök új elnevezése a növényorvos, melynek feladata nem különbözik a szakmérnökétől, hiszen ő maga is mérnök. A "növényorvos" foglalkozás mellé ugyan még nem jár a foglalkozásdoktori cím, mint az állatorvosoknál vagy a gyógyszerészeknél, de ilyen irányú megbecsültség elérése folyamatban van.
A növényorvos gyűjtő elnevezés, amelyhez az 1962 – 1968 időszakban középszintű képesítéssel "növényvédelmi technikusokat" képeztek, amelyet 1972-ben egyetemi „növényvédelmi üzemmérnök” szakká minősítettek át,
növényvédelmi szakmérnök, okl. növényvédelmi szakirányult mérnök) a hazai egyetemek mezőgazdasági karjaikon képzik nappali tagozaton, régen osztatlan mesterképzésben.
A bolognai rendszer alapján mesterképzésként tanulható, de előtte el kell végezni egy alapképzést. (Elsősorban számításba vehető alapszakos és mesterszakos diplomák és a bolognai rendszer előtt szerzett főiskolai és egyetemi diplomák: kertészmérnök, szőlész-borász mérnök, mezőgazdasági mérnök, növénytermesztő mérnök, erdőmérnök, környezetgazdálkodási agrármérnök. Kredit elismeréssel beszámítható alapszakos és mesterszakos diplomák és főiskolai, egyetemi diplomák: kémia, biológia, állattenyésztő mérnök, gazdasági és vidékfejlesztési agrármérnök, informatikus és szakigazgatási agrármérnök, természetvédelmi mérnök, vegyészmérnök és olyan diplomák melyeket a kreditelismerő bizottság elfogad-egyetemenként eltérő jelleggel.) A mesterképzés után van lehetőség PhD-képzésre is. A növényvédelmi szakmérnök és erdészeti növényvédelmi szakmérnök szakképesítést továbbra is lehet tanulni, agráregyetemi diplomára építve (ők is növényorvosnak számítanak).
Hazánk földterületei és mezőgazdasági termelése az Európai Unió országaihoz képest igen jelentős nagyságrendű, ebből kifolyólag olyan gyümölcsöket és zöldségeket kell megtermelni ipari mennyiségben, amelyek az élelmiszer-előállítás és az élelmiszerbiztonság követelményeinek is megfelelnek, ezáltal az emberekhez megfelelő élelmiszer jut el. A növényorvosok és a növényvédelmi szakmérnökök feladata a növénytermesztés közben az integrált növényvédelemről gondoskodni. Főleg cégek foglalkoztatják őket, amelyek kirendelik őket növénytermesztő telephelyekre, és vizsgálatokat folytatnak a növényeken, a termesztő közegekben és a növények részeiben, illetve a kártevőket keresik.
Diagnosztizálnak és növényvédő szert javasolnak a termesztőnek, illetve I. és II. kategóriás növényvédő szerek (peszticidek) használata esetén növényorvosi-növényvédelmi vényt állítanak ki, ezek a vegyszerek csak a vény alapján válthatóak ki a nagykereskedésekben vagy arra szakosodott növényvédőszer-cégeknél.
Jelentőségük a növényvédelmi kutatásban is jelentős. A károsító szervezetek biológiájának kutatásától az új peszticid hatóanyagok kifejlesztéséig és teszteléséig sokfelé vállalhatnak szerepet.
A Magyar Növényvédő Mérnöki és Növényorvosi Kamara a magyar növényvédelmi szakmérnököket és növényorvosokat fogja össze, szakmai konzultációkat szervez és továbbképzéseket indít a végzettséggel rendelkező tagoknak.

## Növényvédelem és növényorvoslás külföldön
Növényvédelemmel főleg az agrármérnökök és a növényvédelemre szakosodott diplomás agrárszakemberek foglalkoznak, országonként eltérő jogszabályi háttérrel. Minden esetben az adott ország élelmezés-egészségügyi hálózatának a tagjai.
Egyedül Magyarországon folytatnak növényorvosi mesterképzést, illetve az Amerikai Egyesült Államokban a Floridai Egyetemen működik a magyar rendszerhez hasonló, Doctor of Plant Medicine (D.P.M.) doktori címet adó képzés. Ugyancsak Magyarországon egyedülállóan a növényorvosok vényt állíthatnak ki a növényvédő szert felhasználó termelő számára, más országokban ezeket az I–II. kategóriás növényvédelmi vegyszereket engedély nélkül is meg lehet vásárolni.

## Híres magyar növényorvosok
- Bognár Sándor
- Csathó Péter
- Csorba Zoltán
- Dohy (Göllner) János
- Gulyás Antal
- Faragó László
- Hornok László
- Horváth Géza
- Horváth József
- Istvánffi Gyula
- Jermy Tibor
- Keresztes László
- Kerpely Kálmán
- Keszthelyi Sándor
- Király Zoltán
- Klement Zoltán
- Kosutány Tamás
- Kőmíves Tamás
- Kreybig Lajos
- Kuthy Sándor
- Kuroli Géza
- Láng István
- Linhart György
- Manninger Gusztáv Adolf
- Mózes Pál
- Nagy Bálint
- Nechay Olivér
- Németh Tamás
- Őrffy László
- Pántos György
- Poczai Péter
- Sáringer Gyula
- Sávoly Ferenc
- Szepessy István
- Ubrizsy Gábor
- Ujvárosi Miklós
- Vánky Kálmán
- Várallyai György
- Zsigó György